# ワラジムシ亜目
ワラジムシ亜目（ワラジムシあもく、Oniscidea）とは、ダンゴムシやワラジムシ、フナムシなどの陸生の甲殻類の分類名である。すべて炭酸カルシウムを含む硬い外骨格を備えており、体節は頭部1節・胸部7節・腹部5節、胸部の7節に1対ずつ計14本の脚を持つ。
陸上で生活するが、乾燥に弱いため、石や木材の下などの湿度の高い場所で見つかる。植物性の腐敗物などを摂食するデトリタス（腐食）食性である。
呼吸は、腹肢の一部にある白体（偽気管）という器官を通じて行う。
捕食者に脅かされた場合、硬い外皮を外側にしてボール状に丸くなる種類もある。ワラジムシ亜目に属するダンゴムシなどの名前はこのような能力に由来する。オカダンゴムシの学名 Armadillidium vulgare も硬い外皮を外側にして体を丸める1哺乳類のアルマジロに由来する。

## 分類
ワラジムシ亜目はワラジムシ目の下に分類されており、3,000種以上が知られている。ダンゴムシとワラジムシの体長は10 - 15mm、フナムシの体長は30 - 40mm。 
- フナムシ科 Ligiidae
- ナガワラジムシ科 Trichoniscidae
- ヒゲナガワラジムシ科 Olibrinidae
- ウミベワラジムシ科 Scypacidae
- ヒメワラジムシ科 Philosciidae
- ホンワラジムシ科 Oniscidae
- ハヤシワラジムシ科（トウヨウワラジムシ科） Trachelipidae
- ワラジムシ科 Porcellionidae
- コシビロダンゴムシ科 Armadillidae
- オカダンゴムシ科 Armadillidiidae
- ハマダンゴムシ科 Tylidae

## 分布

### イギリス
イギリスでは、在来種と帰化種を合わせて37種が生息している。体長は3 - 30mmで、以下の5種類が一般的。
- ホンワラジムシ Oniscus asellus（英: the common shiny woodlouse）
- ワラジムシ名Porcellio scaber（英: the common rough woodlouse）
- Philoscia muscorum（英: the common striped woodlouse）
- Trichoniscus pusillus（英: the common pygmy woodlouse）
- オカダンゴムシ Armadillidium vulgare（英: the common pill bug）

### 日本
日本で見られるダンゴムシとワラジムシのうち、人家周辺に見られる普通種は外来種であるものが多い。日本では、外来種を含め約140種が報告されており、現在その研究が進んでいるところである。
以下の3種は全国に広く分布している。
- ホンワラジムシ Oniscus asellus
- ワラジムシ Porcellio scaber
- オカダンゴムシ Armadillidium vulgare

## 繁殖
ワラジムシ亜目を含むフクロエビ上目の種では、メスは繁殖期に胸部腹側に育房または保育嚢と呼ばれる袋をつくる。この育房は5対の覆卵葉と胸部腹面とでつくられる空間で、体外である。メスは受精卵を育房に産み出し、仔虫が孵化するまで育房のなかで保育する。仔虫は自力で育房から脱出し、これはまるでメスが仔虫を生んでいるように見える。育房のなかは体外であるため卵胎生とはいえないが、仔虫が直接産み出されるという点では「卵胎生的」であるといえる。
ワラジムシ亜目に属する種では、育房から産み出される仔虫の形は歩脚が6対であることを除いてはすでに親とほぼ同じで、親のミニチュアである。また、成長や成熟に伴う形態の変化は漸進的で小さく、この点では昆虫における無変態・不完全変態に類似している。
なお、飼育下では共食いがみられ、親が子を捕食する、または逆に子が親を食べることもある。

## 呼称

### アメリカ合衆国
アメリカ合衆国ではこの虫のことを何と呼ぶのかを広く調査している。虫の呼び方によって、アメリカのどの地域の出身かが分かるほどだ。例えば、南部では"roley-poleys"と呼ぶだろう。北東部と西部では"pillbugs"と呼ぶ。これ以外の土地ではまた違う呼び名がある。

### 日本
日本でもワラジムシ亜目の標準和名以外の呼び名がいくつか知られている。
ダンゴムシ
「丸虫」、「手毬虫」などいくつかの呼び名がある。丸虫は西日本地域でよく聞く呼び名であり、手毬虫の名は古い文献に登場するが現在ではほぼ使われていない。
ワラジムシ
「便所虫」という不潔な名前で呼ばれることがある。便所虫は地域によってはカマドウマなど他の動物を指す場合もある。古語では「おめむし」とも言った。

## 創作物への登場
ピクサー・アニメーション・スタジオの『バグズ・ライフ』ではタックとロールと呼ばれる双子の曲芸師が主人公を助ける役を演じている。この2匹はディズニーが経営する遊園地であるディズニー・カリフォルニア・アドベンチャーで『Tuck and Roll's Drive'Em Buggies』という乗り物になった。

## 駆除
ワラジムシやダンゴムシの駆除は生息場所に毒エサを撒く方法が一般的である。
ワラジムシ
植物を食害することはあまりなく、人畜に危害（刺す、噛む、伝染病を媒介するなど）を加えるわけでもないが、見た目を不快に感じる人が多く、「不快害虫」として駆除されることがある。
ダンゴムシ
人畜に危害を加えることはないが、幅広い植物を食害する。

## ギャラリー

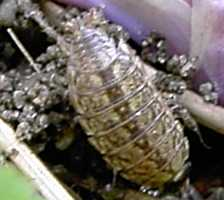
Philoscia muscorum（和名なし）